# Yari Verschaeren
Pour les articles homonymes, voir Verschaeren.
Yari Verschaeren, né le 12 juillet 2001 à Saint-Nicolas en Belgique, est un footballeur international belge qui joue au poste de milieu de terrain au RSC Anderlecht.

## Biographie

### En club
Yari Verschaeren découvre le football au KJV Kruibeke, puis au KSK Beveren avant de rejoindre le centre de formation du RSC Anderlecht. Il signe son premier contrat professionnel avec le Sporting en 2017.
Il fait ses débuts avec l'équipe première des Mauve et Blanc le 25 novembre 2018 face à Saint-Trond lorsqu'il monte au jeu en remplacement de Jérémy Doku à la 78e minute (défaite, 4-2). Quatre jours plus tard, il joue ses première minutes sur la scène européenne, en Ligue Europa face au Spartak Trnava, en montant au jeu pour Ryota Morioka à neuf minutes du terme (partage, 0-0). Le 27 janvier 2019, il marque son premier but face à la KAS Eupen à la 51e minute pour égaliser au score et participer ainsi au succès de ses couleurs (victoire, 2-1). Il reçoit en 2019 le trophée du Jeune Pro de l'année.
Le 8 mai 2020, il figure à la 29e position du top 50 des meilleurs jeunes au niveau mondial, nommé par le site spécialisé Football Talent Scout.
Le 16 juin 2021, Yari Verschaeren prolonge son contrat avec le Sporting d'Anderlecht jusqu'en 2024. La saison étant marquée par une multitude de blessures, la direction anderlechtoise estime néanmoins que son potentiel est énorme. Le 20 février 2022, Yari troque son numéro 51 pour le numéro 10 légendaire, un signe de confiance de son club formateur.
Alors en pleine revalidation pour une blessure au ligament croisé antérieur encourue face à OHL en mars 2023, Yari Verschaeren prolonge son contrat le 21 septembre avec le RSC Anderlecht jusqu'en 2026. Il effectue son retour de blessure le 1er décembre 2023 face à Westerlo, remplaçant Benito Raman à l'heure de jeu. Après dix-sept rencontres, lors desquelles il délivre cinq passes décisives, le jeune milieu s'occasionne une nouvelle blessure, cette fois aux ischio-jambiers, et manque le début des play-offs.
Lors de la saison 2024-2025, il doit faire face à l'éclosion d'un autre talent issu de Neerpede, Mario Stroeykens, au point de ne plus être un titulaire indiscutable et de rétrograder dans la hiérarchie au milieu du terrain,. Lorsque ce dernier se blesse à son tour et qu'il est attendu qu'il saisisse sa chance, Yari Verschaeren peine à retrouver son niveau d'antan et déçoit les observateurs, au point de parler d'un transfert lors du mercato hivernal.

### En sélections nationales
Avec les moins de 17 ans, il délivre deux passes décisives contre la Suisse en novembre 2017, lors des éliminatoires du championnat d'Europe des moins de 17 ans. Il inscrit ensuite un but lors d'un match amical contre l'Espagne en février 2018.
Par la suite, en mai 2018, il participe à la phase finale du championnat d'Europe des moins de 17 ans, organisé en Angleterre. Lors de cette compétition, il joue deux matchs, contre la Bosnie-Herzégovine (victoire 0-4), puis contre le Danemark (victoire 1-0). La Belgique s'incline en demi-finale face à l'Italie.
En juin 2019, il est sélectionné avec les espoirs en vue de participer au championnat d'Europe espoirs qui se déroule en Italie. Lors de la troisième rencontre de la phase de groupes, il marque un but face au pays organisateur.
Il dispute son premier match avec l'équipe nationale A le 9 septembre 2019 à Glasgow lorsqu'il monte au jeu à la 86e minute, en remplacement de Youri Tielemans, et participe à la large victoire des Diables Rouges face à l'Écosse (victoire, 0-4).
Le 10 octobre 2019, il inscrit son premier but sur penalty lors de la plantureuse victoire face à Saint-Marin lors des éliminatoires de l'Euro 2020 (victoire, 9-0),.

## Statistiques

### En club
| Saison                | Club                  | Championnat           | Championnat | Championnat | Championnat | Coupe(s) nationale(s) | Coupe(s) nationale(s) | Coupe(s) nationale(s) | Compétition(s) continentale(s) | Compétition(s) continentale(s) | Compétition(s) continentale(s) | Compétition(s) continentale(s) | Autres compétitions | Autres compétitions | Autres compétitions | Autres compétitions | Total | Total | Total |
| Saison                | Club                  | Division              | M.          | B.          | P.d.        | M.                    | B.                    | P.d.                  | Comp.                          | M.                             | B.                             | P.d.                           | Comp.               | M.                  | B.                  | P.d.                | M.    | B.    | P.d.  |
| 2018-2019             | RSC Anderlecht        | Division 1A           | 11          | 1           | 4           | -                     | -                     | -                     | C3                             | 1                              | 0                              | 0                              | PO1                 | 10                  | 1                   | 0                   | 22    | 2     | 4     |
| 2019-2020             | RSC Anderlecht        | Division 1A           | 21          | 2           | 1           | 1                     | 0                     | 0                     | -                              | -                              | -                              | -                              | -                   | -                   | -                   | -                   | 22    | 2     | 1     |
| 2020-2021             | RSC Anderlecht        | Division 1A           | 16          | 5           | 3           | 1                     | 0                     | 0                     | -                              | -                              | -                              | -                              | PO1                 | 6                   | 1                   | 1                   | 23    | 6     | 4     |
| 2021-2022             | RSC Anderlecht        | Division 1A           | 32          | 7           | 5           | 5                     | 0                     | 2                     | C4                             | 4                              | 2                              | 1                              | PO1                 | 4                   | 0                   | 0                   | 45    | 9     | 8     |
| 2022-2023             | RSC Anderlecht        | Division 1A           | 28          | 2           | 2           | 1                     | 0                     | 0                     | C4                             | 13                             | 2                              | 2                              | -                   | -                   | -                   | -                   | 42    | 4     | 4     |
| 2023-2024             | RSC Anderlecht        | Division 1A           | 15          | 0           | 5           | 2                     | 0                     | 0                     | -                              | -                              | -                              | -                              | PO1                 | 4                   | 1                   | 0                   | 21    | 1     | 5     |
| 2024-2025             | RSC Anderlecht        | Division 1A           | 25          | 3           | 4           | 5                     | 1                     | 0                     | C3                             | 10                             | 2                              | 0                              | PO1                 | 9                   | 1                   | 0                   | 49    | 7     | 4     |
| 2025-2026             | RSC Anderlecht        | Division 1A           | 4           | 0           | 0           | -                     | -                     | -                     | C3+C4                          | 2+1                            | 0+1                            | 0+1                            | -                   | -                   | -                   | -                   | 7     | 1     | 1     |
| Sous-total            | Sous-total            | Sous-total            | 152         | 20          | 24          | 15                    | 1                     | 2                     | -                              | 31                             | 7                              | 4                              | -                   | 33                  | 4                   | 1                   | 231   | 32    | 31    |
| 2023-2024             | RSCA Futures          | Division 1B           | 1           | 0           | 1           | -                     | -                     | -                     | -                              | -                              | -                              | -                              | -                   | -                   | -                   | -                   | 1     | 0     | 1     |
| Total sur la carrière | Total sur la carrière | Total sur la carrière | 153         | 20          | 25          | 15                    | 1                     | 2                     | -                              | 31                             | 7                              | 4                              | -                   | 33                  | 4                   | 1                   | 232   | 32    | 32    |

### En sélections nationales
| Saison                | Sélection             | Phases finales        | Phases finales | Phases finales | Phases finales | Éliminatoires CDM | Éliminatoires CDM | Éliminatoires CDM | Éliminatoires EURO | Éliminatoires EURO | Éliminatoires EURO | Ligue des Nations | Ligue des Nations | Ligue des Nations | Matchs amicaux | Matchs amicaux | Matchs amicaux | Total | Total | Total |
| Saison                | Sélection             | Compétition           | M              | B              | Pd             | M                 | B                 | Pd                | M                  | B                  | Pd                 | M                 | B                 | Pd                | M              | B              | Pd             | M     | B     | Pd    |
| --------------------- | --------------------- | --------------------- | -------------- | -------------- | -------------- | ----------------- | ----------------- | ----------------- | ------------------ | ------------------ | ------------------ | ----------------- | ----------------- | ----------------- | -------------- | -------------- | -------------- | ----- | ----- | ----- |
| 2019-2020             | Belgique              | -                     | -              | -              | -              | -                 | -                 | -                 | 3                  | 1                  | 0                  | -                 | -                 | -                 | -              | -              | -              | 3     | 1     | 0     |
| 2020-2021             | Belgique              | -                     | -              | -              | -              | -                 | -                 | -                 | -                  | -                  | -                  | 2                 | 0                 | 1                 | 1              | 0              | 0              | 3     | 0     | 1     |
| 2021-2022             | Belgique              | -                     | -              | -              | -              | 0                 | 0                 | 0                 | -                  | -                  | -                  | -                 | -                 | -                 | 1              | 0              | 0              | 1     | 0     | 0     |
| Total sur la carrière | Total sur la carrière | Total sur la carrière | -              | -              | -              | 0                 | 0                 | 0                 | 3                  | 1                  | 0                  | 2                 | 0                 | 1                 | 2              | 0              | 0              | 7     | 1     | 1     |

### Matchs internationaux
| Matchs internationaux de Yari Verschaeren, | Matchs internationaux de Yari Verschaeren, | Matchs internationaux de Yari Verschaeren, | Matchs internationaux de Yari Verschaeren, | Matchs internationaux de Yari Verschaeren, | Matchs internationaux de Yari Verschaeren, | Matchs internationaux de Yari Verschaeren, | Matchs internationaux de Yari Verschaeren,                               |
| #                                          | Date                                       | Lieu                                       | Adversaire                                 | Résultat                                   | Compétition                                | Club                                       | Notes                                                                    |
| ------------------------------------------ | ------------------------------------------ | ------------------------------------------ | ------------------------------------------ | ------------------------------------------ | ------------------------------------------ | ------------------------------------------ | ------------------------------------------------------------------------ |
| 1                                          | 9 septembre 2019                           | Hampden Park, Glasgow, Écosse              | Écosse                                     | V 4 - 0                                    | Éliminatoires de l'Euro 2020               | RSC Anderlecht                             | Entre en jeu à la place de Youri Tielemans à la 86e minute de jeu.       |
| 2                                          | 10 octobre 2019                            | Stade Roi Baudouin, Bruxelles, Belgique    | Saint-Marin                                | V 9 - 0                                    | Éliminatoires de l'Euro 2020               | RSC Anderlecht                             | Buteur, entre en jeu à la place de Dries Mertens à la 63e minute de jeu. |
| 3                                          | 19 novembre 2019                           | Stade Roi Baudouin, Bruxelles, Belgique    | Chypre                                     | V 6 - 1                                    | Éliminatoires de l'Euro 2020               | RSC Anderlecht                             | Entre en jeu à la place de Eden Hazard à la 64e minute de jeu.           |
| 4                                          | 8 septembre 2020                           | Stade Roi Baudouin, Bruxelles, Belgique    | Islande                                    | V 5 - 1                                    | Ligue des nations 2020-2021                | RSC Anderlecht                             | Entre en jeu à la place de Thorgan Hazard à la 65e minute de jeu.        |
| 5                                          | 8 octobre 2020                             | Stade Roi Baudouin, Bruxelles, Belgique    | Côte d'Ivoire                              | N 1 - 1                                    | Match amical                               | RSC Anderlecht                             | Entre en jeu à la place de Leandro Trossard à la 68e minute de jeu.      |
| 6                                          | 11 octobre 2020                            | Stade de Wembley, Londres, Angleterre      | Angleterre                                 | D 1 - 2                                    | Ligue des nations 2020-2021                | RSC Anderlecht                             | Entre en jeu à la place de Kevin De Bruyne à la 73e minute de jeu.       |
| 7                                          | 29 mars 2022                               | Lotto Park, Bruxelles, Belgique            | Burkina Faso                               | V 3 - 0                                    | Match amical                               | RSC Anderlecht                             | Entre en jeu à la place de Adnan Januzaj à la 53e minute de jeu.         |

### Buts internationaux
| Buts internationaux de Yari Verschaeren, | Buts internationaux de Yari Verschaeren, | Buts internationaux de Yari Verschaeren, | Buts internationaux de Yari Verschaeren, | Buts internationaux de Yari Verschaeren, | Buts internationaux de Yari Verschaeren, | Buts internationaux de Yari Verschaeren, | Buts internationaux de Yari Verschaeren, | Buts internationaux de Yari Verschaeren, | Buts internationaux de Yari Verschaeren, |
| #                                        | Date                                     | Lieu                                     | Adversaire                               | Résultat                                 | Compétition                              | Détail                                   | Détail                                   | Détail                                   | Cape                                     |
| ---------------------------------------- | ---------------------------------------- | ---------------------------------------- | ---------------------------------------- | ---------------------------------------- | ---------------------------------------- | ---------------------------------------- | ---------------------------------------- | ---------------------------------------- | ---------------------------------------- |
| 1                                        | 10 octobre 2019                          | Stade Roi Baudouin, Bruxelles, Belgique  | Saint-Marin                              | V 9 - 0                                  | Éliminatoires de l'Euro 2020             | 84e (pen.)                               | du pied droit                            | 8-0                                      | 2e                                       |

## Palmarès

### En club
|  |  | RSC Anderlecht - Coupe de Belgique : - Finaliste : 2022 et 2025. |

### Distinctions personnelles
- Meilleur jeune joueur du championnat de Belgique en 2019.
- Sportif espoir belge de l'année en 2019.